# Béchamelsås

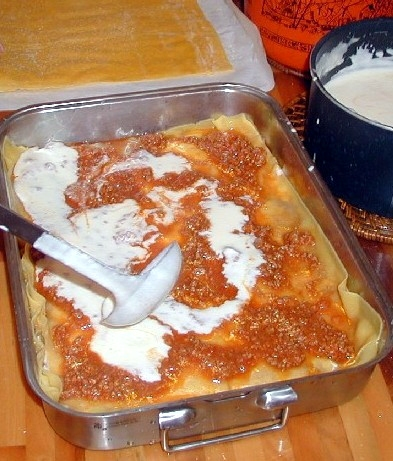
Béchamelsås används vid tillagning av lasagne

Béchamelsås, vit grundsås eller fransk vit sås, är en sås som i sin enklaste form består av redd (med mjöl och smör) mjölk.  Såsen utgör en bas för påbyggnad och diverse olika smaksättningar ger andra såser. I italiensk matlagning kan den smaksättas med muskotnöt. Såsen är en viktig komponent i bland annat lasagne och moussaka. Smaksatt med senap eller kryddpeppar serveras den i svensk matlagning till lutfisk.

## Historia
Såsen har sitt namn efter Louis de Béchameil, markis av Nointel (1630–1703), hovmästare hos Ludvig XIV av Frankrike. Huruvida denne själv komponerat såsen eller bara populariserat den var länge oklart, men troligen är det en av Ludvig XIV:s kockar som vidareutvecklat ett äldre recept. Också en hertig d'Escar gjorde anspråk på att ha uppfunnit såsen och hävdade att han serverat den långt före Béchameil. I Italien har man länge hävdat att det var Katarina av Medicis kockar i Toscana som uppfann såsen under 1500-talet, men det finns inga historiska belägg för den uppgiften, och den kände italienske mathistorikern Massimo Alberini har visat att hela historien om Katarina av Medici och hennes kockar är en myt.[källa behövs] Såsen fick troligen det namn den bär idag för att smickra Béchameil.
Vid den tid såsen uppfanns vid Ludvig XIV av Frankrikes hov lagades den genom att en tjock velouté tunnades ut med färsk grädde. I äldre recept kunde såsen också smaksättas med något av lagerblad, lök, muskotblomma, muskotnöt, selleri, morot, skinka och svamp. För att såsen skulle dra till sig alla smaker fick den också stå i en halvtimme.